# Cholovocera punctata
Cholovocera punctata là một loài bọ cánh cứng trong họ Endomychidae. Loài này được Märkel miêu tả khoa học năm 1844.